# Bryle
Bryle (kaszb. Brëłë) – osada w Polsce położona w województwie pomorskim, w powiecie człuchowskim, w gminie Koczała.
W latach 1975–1998 miejscowość administracyjnie należała do województwa słupskiego.
Osadę stanowi pojedyncza zagroda położona na południowy wschód od Bielska, pośród lasu, wchodząca w skład sołectwa Bielsko obejmującego: Bielsko, Bryle, Potoki, Niedźwiady i Świerkówko.